# Diep.io
Diep.io é um jogo multijogador massivo online em que o jogador controla um tanque em movimento em torno de uma superfície plana que representa um campo de batalha preenchido com vários polígonos. O jogador sobe de nível quando destrói quadrados, triângulos, pentágonos e outros tanques, gerando assim pontos de experiência que são usados para realizar os melhoramentos. O objetivo do jogo varia de acordo com o modo.

## Jogabilidade

Jogabilidade de Diep.io no modo free-for-all.

O objetivo de Diep.io é destruir objetos e tanques inimigos para ganhar pontos de experiência. Estes pontos são usados para melhorar o próprio tanque do jogador.

### Modos de jogo

#### Free-for-all
Neste modo, o objetivo é ter a maior pontuação entre todos os jogadores. Todos os tanques podem atacar uns aos outros, e os dez melhores jogadores com a pontuação mais alta são mostrados em tabela de classificação. O modo free-for-all é o modo padrão e não há uma "condição de vitória".

#### Deathmatchem equipes
No modo deathmatch em equipes, os jogadores são designados aleatoriamente em uma equipe quanto se juntam ao servidor, e vão aparecer em suas bases, que os inimigos e seus tiros estão impedidos de entrar. Os dez melhores jogadores são mostrados em uma tabela de classificação, juntamente com a cor da equipe, e não há nenhuma condição de vitória. Posteriormente o modo foi dividido no de duas e quatro equipes, que não possuem diferenças entre si.

#### Dominação, nave-mãe e labirinto
Ambos os modos dominação e nave-mãe não têm líderes, mas tem condições de vitória: na dominação, há quatro grandes torres espalhadas no mapa que começam como neutras, mas podem ser convertidas em defensores de ambos os times. O objetivo é controlar todas os quatro torres. No modo nave-mãe, ambas as equipes têm um grande tanque, poderoso e lento chamado de "nave-mãe", e objetivo da equipe é destruir com sucesso a nave-mãe do time adversário. Mais tarde o modo nave-mãe foi substituido pelo modo labirinto, onde paredes aleatórias barram a passagem dos jogadores.

#### Modotag
O modo tag é parecido com o deathmatch em equipes. Há quatro equipes, azul , vermelha, roxo e verde, e o jogador aparece aleatoriamente em uma delas. O objetivo é destruir todos os tanques do time adversário em mapa no estilo free-for-all. Se o jogador morre, ele irá aparecer como membro da equipe que o eliminou.  O ranking mostra o número de jogadores que cada equipe tem. Além disso, a arena no modo tag fica menor quando um time começa a dominar.

#### Modo sobrevivente
No modo sobrevivente, o jogador não volta ao jogo quando morre.  À medida que o jogo avança
, a área em que as formas geram fica menor, desde modo encolhendo o campo de jogo. O jogador só pode entrar novamente quando uma nova partida for iniciada.

#### Modo Sandbox
Ao contrário dos outros modos, no sandbox você tem um campo que pode fazer o que quiser, a letra o mata você, a letra k aumenta o xp, o sinal "]" troca de tanque, etc.

## Recepção
De acordo com a tendência de pesquisa do Google, Diep.io começou a ganhar popularidade na primeira metade de 2016, e recepção inicial foi positiva. No Game Rankings, o jogo tem uma pontuação média de 70%. Ele também foi mencionado na Forbes e iDigitalTimes, uma editora de revistas e um blog de tecnologia, respectivamente.